# Caso Profumo

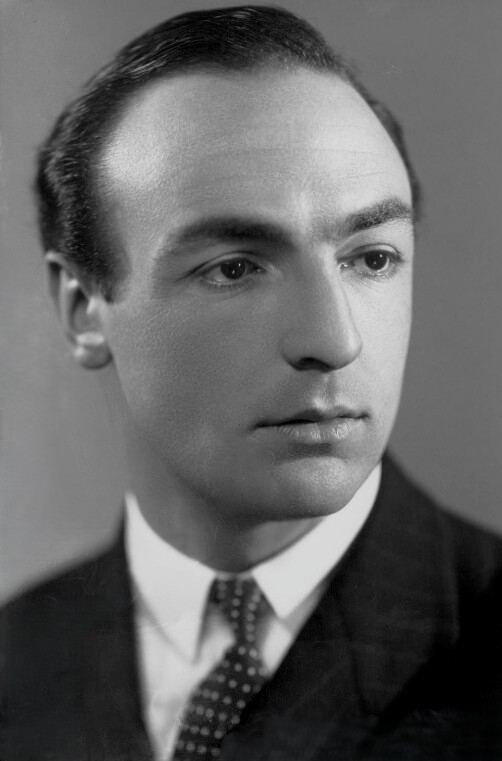
John Profumo, então Ministro da Guerra do Reino Unido.

O Caso Profumo consistiu num escândalo político britânico com origem numa breve ligação sexual, em 1961, entre John Profumo, o Secretário de Estado da Guerra no governo conservador de Harold Macmillan, e Christine Keeler, uma futura modelo de 19 anos de idade. Em Março de 1963, Profumo negou qualquer envolvimento no caso, numa declaração pessoal, no Parlamento britânico, mas foi forçado a admitir a verdade algumas semanas mais tarde. Profumo renunciou do governo e do Parlamento.
As consequências do caso causaram sérios danos na confiança de Macmillan, que renunciou do cargo de primeiro-ministro, alegando problemas de saúde, em Outubro 1963. O seu partido conservador ficou afectado pelo escândalo, o que poderá ter contribuído para a sua derrota para o Partido Trabalhista nas eleições gerais de 1964.

## Contexto
Quando o caso Profumo–Keeler foi revelado, o interesse público aumentou com os relatos de que Keeler poderá ter estado, em simultâneo, envolvida com o capitão Yevgeny Ivanov, um adido naval soviético, potenciando, assim, o risco de segurança pública. Keeler conheceu Profumo e Ivanov através da sua amizade com Stephen Ward, um especialista em osteopatia e socialite, que a tinha acolhido. A exposição do caso deu origem a boatos sobre outros escândalos, como as atividades de Ward, que tinha sido acusado de ofensas à moral. Percebendo que queriam torná-lo num bode expiatório pelos atos de outros, Ward ingeriu uma dose letal de comprimidos para dormir durante a fase final do seu julgamento, que o considerou como culpado de se aproveitar das vidas imorais de Keeler e da sua amiga Mandy Rice-Davies.

## Julgamento
Stephen Ward teve sua primeira aparição no tribunal no dia 8 de junho de 1963, dois anos após ter o primeiro contato com K. Woods, agente do MI5. Ele esteve diante do juiz Leo Gradwell pois fora acusado de 8 crimes, entre eles: fora acusado de ser o manager de Christine Keeler e de outras jovens, fora acusado de proxenetismo, que é a manutenção de prostíbulos, fora acusado de ter pervertido menores e estar envolvido em casos de aborto e, também, de ter se interessado por casas clandestinas de prostituição.
Esse juiz iria proferir uma decisão interlocutória para dizer se Ward deve sentar no banco dos réus ou não. Porém, segundo a jurisprudência britânica, o arguido era considerado culpado desde a primeira instância, e aquele processo já deveria ter uma sentença. O julgamento começa com Gritfith Jones atuando como procurador e Burge fazendo o papel de advogado de Stephen Ward.
Então, o meirinho chama a primeira testemunha: Christine Keeler. O procurador começa a interrogá-la perguntando sobre sua relação com Ward, na qual ela diz que eles eram próximos, como irmão e irmã. Ela fala que vivia com sua amiga Marylin Rice-Davies, que era conhecida como Mandy, em um apartamento bancado por lorde Astor. Christine em seu depoimento lista todos os seus amantes, dentre eles, personagens importantes nacionalmente como John Profumo, ministro de Guerra e Eugene Ivanov, adido naval soviético. Porém, ela diz que nunca teve relações com Stephen Ward. Continuando seu depoimento, ela diz que as despesas dela era bancadas por Ward, que na hora se irrita. Porém, Christine não é vista com bons olhos perante a sociedade pois posteriormente fora condenada por falso testemunho em outro julgamento, logo, tudo que ela fala é duvidoso perante os magistrados.
Findado o discurso de Christine, aparece uma nova testemunha: Mandy, amiga de Keeler. Ela conta uma história similar à de Christine e fala que Ward chegou a pedir ela em casamento, mas como não tinha dinheiro, ofereceu outras pessoas ricas à ela. A audiência tem uma pausa pois o horário já era avançado e decidem remarcá-la para o outro dia. Nessa outra parte do julgamento, Stephen Ward é livre das acusações de organizações de casas clandestinas e da participação nos casos de aborto. Porém, são mantidas as acusações de proxenetismo e de encorajamento das jovens à libertinagem. Para obter a liberdade provisória, Ward teve que pagar 3 mil libras. (p 197, 198, 206, 207, Powers e Ward Keeler. os Grandes Julgamentos da História)
Já no Tribunal de Old Bailey, Stephen Ward comparece, em liberdade provisória para responder às acusações formais contra ele formuladas. Burge e Ward adotam uma técnica muito comum nos interrogatórios ingleses, onde era uma espécie de farsa que consiste em dar à defesa a ocasião de colocar o cliente numa posição defensiva aparente. As acusações desse júri estão relacionadas ao proxenetismo praticado por Ward. (p 213-217, Powers e Ward Keeler. os Grandes Julgamentos da História)
Burge começa seu joguinho já armado de perguntas e respostas à Ward, sem colocar este em níveis arriscados no processo. No final do interrogatório, começam a aparecer algumas contradições e eles tentam colocar John Profumo no caso, homem que a acusação não queria evocar para não escandalizar ainda mais o processo. Christine Keller vai testemunhar novamente, mas nada acrescenta ao que fora dito em Marylebone Road.  Ela recomeça a enumerar seus amantes e fala das torpezas de Ward, que se irrita novamente. Só Griffith Jones, advogado da coroa, se interessa pelas falas de Christine e interroga ela, mas sem grandes novidades. O julgamento continua no dia seguinte. (p 217-229, Powers e Ward Keeler. os Grandes Julgamentos da História)
No dia 23 de julho de 1963 o processo é retomado e duas jovens vão testemunhar, uma em anonimato e a outra se chama Dorie. As duas não acrescentam muito ao processo de modo geral e logo após aparece Marylin Rice Davies, que fora interrogada por Griffith Jhones, onde este cita o depoimento da menina A que contou as propostas desonestas que Ward lhe fizera em relação ao famoso espelho sem folha, a qual Marylin citou. (p 239, Powers e Ward Keeler. os Grandes Julgamentos da História)
Outra testemunha aparece: Vickie Barret. Ela testemunhou contra Stephen Ward dizendo que ele prometia pagar ela para ter relações com um amigo dele, mas que nunca cumpriu. Surge outra testemunha, Margaret Richardson, que atuava sob o nome de Ronnie Ricardo. Ela era uma prostituta que afirmou ter dado um depoimento falso sobre Ward à polícia o que futuramente beneficiou Stephen. O inspetor Hebert é interrogado por Burge, porque ele que interrogou Ronnie Ricardo e Vickie Barrett. Encerrado os discursos, a audiência é interrompida. Nessa primeira parte do processo ainda não se sabe ao certo o exato papel de John Profumo no caso. (p 242-248, Powers e Ward Keeler. os Grandes Julgamentos da História)
Na sexta-feira, dia 26 de Julho a audiência retoma e é a vez da acusação interrogar o réu. Eles questionam sobre sua relação com Keeler e citam o depoimento de Vickie Barrett, onde Ward se irrita, afirmando que tudo que ela disse era falso. Burge toma a palavra e vai explicar, juridicamente o por quê de Ward não ser culpado. Ele também corrobora o que Ward disse em relação ao testemunho falso de Vickie Barrett alegando que estava sob contrato, que fora contratada para dar aquele depoimento, visto que não estava programada na lista de testemunhas. (p 197, 198, 206, 207, Powers e Ward Keeler. os Grandes Julgamentos da História)
O juiz Marshall, que estava julgando o caso, toma a palavra e faz suas considerações finais, alegando ser imparcial e que acreditaria que os jurados iriam fazer um papel certo e justo. O juiz suspende o caso e Ward vai para casa. Lá, ele começa a beber e a tomar remédios descontrolado. Paralelo à isso, ele faz diversas cartas a várias pessoas falando em tom de despedida da vida. Ele fala que não queria deixar as pessoas se apoderarem dele, visto que ele estava com medo de ser condenado novamente. (p 287-293, Powers e Ward Keeler. os Grandes Julgamentos da História)
Na quarta dia 31 de Julho, Ward é encontrado inconsciente em sua cama e seu amigo, um dos que Ward escreveu a carta, Howard-Jones chama a ambulância. O processo deveria seguir mesmo sem Ward, segundo a acusação e o juiz aceita esse argumento, mesmo após vários protestos de Burge. O processo é suspenso novamente, pois o juiz julga ser importante dar uma resposta com a presença de Ward. As atenções se concentram no hospital onde ele está.  No sábado, dia 3 de Agosto de 1963 Stephen Ward morre sem ter saído do estado de coma. A sociedade se comove e o julgamento "acaba sem ter um final". (p 294-300, Powers e Ward Keeler. os Grandes Julgamentos da História)

## Consequências
Um inquérito realizado por um juiz superior, lorde Alfred Denning, concluiu que não houve quebras na segurança na ligação com Ivanov. Na sequência do caso, Profumo ofereceu-se para trabalhar como voluntário em Toynbee Hall, uma instituição de caridade na zona oriental de Londres.
Em 1975, foi oficialmente reabilitado, embora não tenha regressado à vida pública. Morreu, com honra e respeito, em 2006. Keeler não conseguiu limpar a imagem negativa que os meios de comunicação, o julgamento e o parlamento lhe construíram ao longo do caso Profumo. Em vários, e, por vezes, contraditórios relatos, Keeler confrontou as conclusões de Denning em relação às questões sobre segurança. A condenação de Ward foi descrita por alguns analistas como uma vingança do Establishment, e não como um serviço à justiça.
Em Janeiro de 2014, o caso foi revisto pela Comissão de Revisão de Casos Criminais, com possibilidade de passar para o Tribunal de Apelação. O caso Profumo teve representações no cinema e no teatro.